# Risk Analysis and Biocontamination Control
Risk Analysis and Biocontamination Control (RABC, deutsch: Risikoanalyse und Kontrollsystem Biokontamination) stellt ein System zur Kontrolle der mikrobiologischen Qualität von Textilien während der Aufbereitung in Wäschereien dar. Es wurde als Europäischer Standard EN 14065:2016 publiziert. Das Ziel des RABC-Systems ist es, eine definierte mikrobiologische Qualität von in Wäschereien aufbereiteten Textilien sicherzustellen.

## Hintergrund
Die hygienische Qualität von Textilien ist zunehmend ein wichtiges Merkmal von Textilien. Ende der 90er Jahre haben sich führende europäische textile Dienstleistungsunternehmen zusammengeschlossen und den RABC-Standard entwickelt. Es wurden unterschiedliche Anforderungen an den Standard gestellt:
- er sollte eine europäische Akzeptanz haben, damit große textile Dienstleistungsbetriebe mit Standorten in mehreren Ländern nur ein System etablieren müssen und nicht mehrere nationale Systeme;
- der Standard sollte sich ausschließlich mit der Biokontamination der Textilien beschäftigen und keine Textilpflege-Aspekte berücksichtigen. Dabei ist dem Umstand Rechnung getragen worden, dass der Leasinganteil der Wäsche – also die Wäsche, die der Wäscherei gehört und den Kunden vermietet wird – zunimmt und immer weniger kundeneigene Wäsche in der Wäscherei aufbereitet wird;
- er sollte keine mikrobiologischen Grenzwerte für die Textilien festschreiben, da die Anforderungen an die Textilhygiene in den einzelnen europäischen Ländern unterschiedlich sind;
- der Standard sollte sich leicht in die bestehenden Qualitätsmanagementsysteme von Wäschereien etablieren lassen.

## Anwendungsbereich
Das System kommt in definierten Bereichen zum Einsatz, in denen eine Kontrolle der Biokontamination notwendig ist. Der Einsatz wird somit hauptsächlich von dem Verwendungszweck der Textilien bestimmt. Das System wird für Textilien aus der Lebensmittelindustrie eingesetzt aber auch für Textilien aus dem Gesundheitsbereich, aus dem Pharma- und Kosmetikbereich sowie aus dem Medizinproduktebereich. Weiterhin findet es Anwendung bei der Aufbereitung von Reinraumtextilien.

## Struktur
Das RABC-System lässt sich in 3 Ebenen untergliedern:
1. Grundlage für die Einführung eines RABC-Systems in einer Wäscherei stellt die gute Bearbeitungsvoraussetzung dar (Beispiele sind im Anhang A der EN 14065 gegeben). Diese soll sicherstellen, dass alle Einrichtungen und baulichen Gegebenheiten, das Personal, Beschaffungen, Betriebsabläufe, Hygienepläne, Schulungen sowie Schädlingsbekämpfung und weitere so gestaltet sind, dass eine Biokontaminationskontrolle von Textilien möglich und gegeben ist.
2. Vorbereitende Maßnahmen für die Umsetzung des RABC-Systems: Bildung einer RABC-Gruppe, Verpflichtung der Leitung, Erfassung der notwendigen Einrichtungen und Arbeitsumgebungen, Bestimmung des Verwendungszwecks der Textilien, Erstellung eines Flussdiagramms der Wäscherei, Aufstellung von Prozessspezifikationen, Fortbildung und Bestimmung des Schulungsbedarfs, Aufstellung von Beschaffungsangaben.[1]
3. Anwendung des RABC-Systems: Als Vorlage für das RABC-System diente das in der Lebensmittelindustrie verwendete HACCP-Konzept. Daher basiert auch das RABC-Konzept auf 7 Grundsätzen:[2]

- Auflistung mikrobiologischer Gefahren und Kontrollmaßnahmen (informativer Anhang B und C der EN 14065),
- Bestimmung von Kontrollpunkten,
- Festlegung von Zielgrenzwerten und Toleranzen für jeden Kontrollpunkt,
- Festlegung eines Überwachungssystems für die Kontrollpunkte,
- Festlegung von Korrekturmaßnahmen für die Kontrollpunkte,
- Festlegung eines Überprüfungsverfahrens für das gesamte RABC-System,
- Führen einer geeigneten Dokumentation.

## Verbreitung des RABC-Systems
Seit Publikation des Europäischen RABC-Standards EN 14065 im Jahre 2002 wurde zunehmend der Standard in Wäschereien umgesetzt. Die in Deutschland überwiegend verwendeten Grenzwerte stammen unter anderem vom Industrieverband Textilservice e. V., welcher auch ein RABC-Zertifikat vergibt.